# Station Tarnówka
Station Tarnówka is een spoorwegstation in de Poolse plaats Tarnówka.